# Roland Kulb
Roland Kulb (* 8. Oktober 1958) ist ein ehemaliger deutscher Fußballspieler. In den 1980er Jahren spielte er in der DDR-Oberliga, der höchsten Spielklasse im DDR-Fußball, für den FC Carl Zeiss Jena.

## Sportliche Laufbahn
Mit einem Einsatz in der 2. Mannschaft des FC Carl Zeiss Jena in der DDR-Liga-Saison startete der 18-jährige Roland Kulb gegen Ende der Saison 1975/76 seine Laufbahn im höherklassigen Ligabereich. Anschließend trat er in sieben Spielzeiten mit dem FC Carl Zeiss in der Nachwuchsoberliga an. Dort war er zeitweise Stammspieler, überwiegend als Verteidiger. In der Saison 1980/81 bestritt er neben seinen Spielen in der Nachwuchsoberliga am 19. und 22. Spieltag zwei Begegnungen in der DDR-Oberliga. Nachdem er bei seinem ersten Einsatz erst in der Schlussviertelstunde eingewechselt wurde, wirkte er im Spiel FC Rot-Weiss Erfurt – FCC (0:0) über die volle Spieldauer als Verteidiger mit. Außerdem wurde er am 8. April 1981 im Halbfinalspiel des Europapokals der Pokalsieger FC Carl Zeiss Jena – Benfica Lissabon (2:0) in der 79. Minute für Ulrich Oevermann eingewechselt. Seine dritte und letzte Oberligapartie bestritt Kulb 1981/82 in der Begegnung des 11. Spieltages BFC Dynamo – FCC (3:1), als er in der 60. Minute für den Stürmer Martin Trocha eingewechselt wurde. Als 1983 die Nachwuchsoberliga eingestellt worden war, musterte der FC Carl Zeiss Jena den 24-jährigen Kulb zum Ende der Saison 1982/83 aus. 
Vom November 1983 an begann Kulb beim zweitklassigen DDR-Ligisten BSG Wismut Gera zu spielen. Bis zum September 1984 wurde er in 16 Ligaspielen regelmäßig im Mittelfeld eingesetzt, dabei erzielte er ein Tor. Im November 1984 wurde er zum Wehrdienst in die Nationalen Volksarmee eingezogen. Anschließend tauchte Roland Kulb nicht mehr im höherklassigen Fußballspielbetrieb auf.